# 月夜涙
月夜 涙（つきよ るい）は、日本のライトノベル作家。群馬県出身。

## 略歴
2015年、Web上の小説投稿サイト「小説家になろう」に連載していた『エルフ転生からのチート建国記』でモンスター文庫大賞最優秀賞を受賞し、同作が書籍化され商業デビューした。その後、2019年にはライトノベル新人賞である、第13回小学館ライトノベル大賞に投稿した『史上最強オークさんの楽しい種付けハーレムづくり』が同賞の優秀賞を受賞している。
2021年には『回復術士のやり直し』がアニメ化され、さらに『世界最高の暗殺者、異世界貴族に転生する』もアニメ化される。

## 人物
元々はアニメ『フルメタル・パニック!』が好きだったことから、そのファンサイトを見ていくうちに、二次創作に出会い、自身も二次創作を始めたのち、自身も創作活動を始めたと語っており、中学生の頃から執筆活動を初めてデビューするまでは10年ほどアマチュアとして執筆活動に励んでいたという。
また、アニメ『フルメタル・パニック!』に影響を受けて、ライトノベルの存在を知り、好きになったと語っている他、富士見ファンタジア文庫の受賞作を全部買うほどの影響を受けたと語っている。
その後、新人賞応募作品の落選に伴い、その作品の供養を目的として小説投稿サイト「小説家になろう」に投稿したところ、書籍化のオファーをもらってデビューしたと語っている。

月夜涙は、自身の趣味としてお菓子作りや食べ歩きを挙げており、ケーキの食べ歩きをライフワークとしていると語っている。
また、執筆活動は朝起きてからと昼食後という毎日決まった時間に行っているという。

## 作品

### メディアミックス作品
- エルフ転生からのチート建国記
  - 小説版（『モンスター文庫』/双葉社、イラスト：GUNP、全5巻/WEB版完結済）

  1. 2015年7月30日発売 ISBN 978-4-575-75049-2
  2. 2015年11月28日発売 ISBN 978-4-575-75065-2
  3. 2016年3月30日発売 ISBN 978-4-575-75083-6
  4. 2016年7月30日発売 ISBN 978-4-575-75099-7
  5. 2016年12月28日発売 ISBN 978-4-575-75119-2

  - 漫画版（web/がうがうモンスター、モンスターコミックス、双葉社、漫画：新芽ふたつ、キャラクター原案：GUNP、全3巻）

  1. 2021年5月28日発売、ISBN 978-4-575-41229-1
  2. 2021年11月28日発売、ISBN 978-4-575-41329-8
  3. 2022年6月15日発売、ISBN 978-4-575-41443-1
- チート魔術で運命をねじ伏せる
  - 小説版（『モンスター文庫』/双葉社、イラスト：夜ノみつき、全7巻）

  1. 2015年12月28日発売 ISBN 978-4-575-75071-3
  2. 2016年4月28日発売 ISBN 978-4-575-75087-4
  3. 2016年8月30日発売 ISBN 978-4-575-75101-7
  4. 2017年1月30日発売 ISBN 978-4-575-75122-2
  5. 2017年7月29日発売 ISBN 978-4-575-75150-5
  6. 2017年12月28日発売 ISBN 978-4-575-75178-9
  7. 2018年5月29日発売 ISBN 978-4-575-75207-6

  - 漫画版（web/モバMAN、ビッグコミックス/小学館、漫画：舵真秀斗、脚色：衣鳩久哉、キャラクター原案：夜ノみつき、既刊8巻）

  1. 2019年12月26日発売、ISBN 978-4-09-860577-4
  2. 2020年4月10日発売、ISBN 978-4-09-860658-0
  3. 2020年9月30日発売、ISBN 978-4-09-860808-9
  4. 2021年4月19日発売、ISBN 978-4-09-861079-2
  5. 2021年11月30日発売、ISBN 978-4-09-861223-9
  6. 2022年6月17日発売、ISBN 978-4-09-861359-5
  7. 2023年2月10日発売、ISBN 978-4-09-861620-6
  8. 2023年9月19日発売、ISBN 978-4-09-862572-7
- お菓子職人の成り上がり〜天才パティシエの領地経営〜
  - 小説版（『Mノベルス』/双葉社）、イラスト：三弥カズトモ、全5巻/WEB版完結済）

  1. 2016年10月26日発売 ISBN 978-4-575-23994-2
  2. 2017年1月30日発売 ISBN 978-4-575-24016-0
  3. 2017年6月30日発売 ISBN 978-4-575-24040-5
  4. 2017年11月29日発売 ISBN 978-4-575-24069-6
  5. 2018年5月29日発売 ISBN 978-4-575-24099-3

  - 漫画版（web/モバMAN、漫画：落合ヒロカズ、キャラクター原案：三弥カズトモ、既刊6巻）

  1. 2020年11月27日発売 電子書籍単行本 ASIN B08NJMWBZG
  2. 2021年11月30日発売 電子書籍単行本 ASIN B09LM5N7CP
  3. 2022年6月17日発売 電子書籍単行本 ASIN B0B3DD4RVN
  4. 2022年11月25日発売 電子書籍単行本 ASIN B0BLS46HSH
  5. 2023年5月26日発売 電子書籍単行本 ASIN B0C58T92WM
  6. 2024年1月23日発売 電子書籍単行本 ASIN B0CRYTHFDW

  - 漫画版（漫画版タイトル：お菓子職人の成り上がり〜美味しいケーキと領地の作り方〜、web/がうがうモンスター、漫画：日向探偵、キャラクター原案：三弥カズトモ、全3巻）

  1. 2020年11月30日発売 ISBN 978-4-575-41163-8
  2. 2021年5月14日発売 ISBN 978-4-575-41246-8
  3. 2021年11月28日発売 ISBN 978-4-575-41333-5
- 魔王様の街づくり!〜最強のダンジョンは近代都市〜
- スライム転生。大賢者が養女エルフに抱きしめられてます
  - 小説版（『オーバーラップノベルス』/オーバーラップ、イラスト：イチリ、既刊3巻）

  1. 2017年10月25日発売 ISBN 978-4-86554-270-7
  2. 2018年2月25日発売 ISBN 978-4-86554-320-9
  3. 2018年8月25日発売 ISBN 978-4-86554-390-2

  - 漫画版（月刊少年ガンガン、ガンガンコミックス/スクウェア・エニックス、漫画：わらびもちきなこ、キャラクター原案：イチリ、全6巻）

  1. 2019年4月12日発売 ISBN 978-4-75756-053-6
  2. 2019年8月9日発売 ISBN 978-4-75756-236-3
  3. 2020年2月12日発売 ISBN 978-4-75756-498-5
  4. 2020年7月10日発売 ISBN 978-4-75756-745-0
  5. 2020年12月11日発売 ISBN 978-4-75757-001-6
  6. 2021年5月12日発売 ISBN 978-4-75757-253-9
- 回復術士のやり直し〜即死魔法とスキルコピーの超越ヒール〜
- そのおっさん、異世界で二周目プレイを満喫中
  - 小説版（『Mノベルス』/双葉社、イラスト：てつぶた、全6巻）

  1. 2018年4月27日発売 ISBN 978-4-575-24091-7
  2. 2018年8月29日発売 ISBN 978-4-575-24114-3
  3. 2019年1月30日発売 ISBN 978-4-575-24151-8
  4. 2019年7月31日発売 ISBN 978-4-575-24197-6
  5. 2020年1月30日発売 ISBN 978-4-575-24247-8
  6. 2020年8月31日発売 ISBN 978-4-575-24318-5

  - 漫画版（web/がうがうモンスター、モンスターコミックス/双葉社、漫画：橘白兎、キャラクター原案：てつぶた、全3巻）

  1. 2019年9月30日発売、ISBN 978-4-575-41077-8
  2. 2020年3月30日発売、ISBN 978-4-575-41109-6
  3. 2020年9月30日発売、ISBN 978-4-575-41158-4
- 世界最高の暗殺者、異世界貴族に転生する
- 史上最強オークさんの楽しい種付けハーレムづくり
  - 小説版（『ガガガ文庫』/小学館、イラスト：みわべさくら、既刊5巻）

  1. 2019年7月18日発売 ISBN 978-4-09-451798-9
  2. 2019年11月19日発売 ISBN 978-4-09-451817-7
  3. 2020年4月17日発売 ISBN 978-4-09-451839-9
  4. 2020年11月18日発売 ISBN 978-4-09-451872-6
  5. 2021年6月18日発売 ISBN 978-4-09-453011-7

  - 漫画版（漫画版タイトル：史上最強オークさんの楽しい異世界ハーレムづくり、web/裏サンデー、裏少年サンデーコミックス/小学館、漫画：月見隆士、キャラクター原案：みわべさくら、既刊12巻）

  1. 2019年11月19日発売 ISBN 978-4-09-129484-5
  2. 2020年3月19日発売 ISBN 978-4-09-850046-8
  3. 2020年7月17日発売 ISBN 978-4-09-850202-8
  4. 2020年11月19日発売 ISBN 978-4-09-850336-0
  5. 2021年4月19日発売 ISBN 978-4-09-850508-1
  6. 2021年8月18日発売 ISBN 978-4-09-850671-2
  7. 2021年11月11日発売 ISBN 978-4-09-850780-1
  8. 2022年2月17日発売 ISBN 978-4-09-850890-7
  9. 2022年5月12日発売 ISBN 978-4-09-851101-3
  10. 2022年8月10日発売 ISBN 978-4-09-851234-8
  11. 2022年12月19日発売 ISBN 978-4-09-851449-6
  12. 2023年4月18日発売 ISBN 978-4-09-852011-4
- 転生王子は錬金術師となり興国する
  - 小説版（『GA文庫』/SBクリエイティブ、イラスト：新堂アラタ、既刊2巻）

  1. 2019年10月12日発売 ISBN 978-4-8156-0257-4
  2. 2020年5月14日発売 ISBN 978-4-8156-0506-3

  - 漫画版（マンガUP!、ガンガンコミックスUP!/スクウェア・エニックス、漫画：S.濃すぎ、キャラクター原案：新堂アラタ、全4巻）

  1. 2021年1月7日発売 ISBN 978-4-7575-7033-7
  2. 2021年9月7日発売 ISBN 978-4-7575-7445-8
  3. 2022年8月5日発売 ISBN 978-4-7575-8065-7
  4. 2023年8月7日発売 ISBN 978-4-7575-8719-9
- 異世界最強の大魔王、転生し冒険者になる
  - 小説版（『電撃の新文芸』/KADOKAWA、イラスト：ヨシモト、既刊2巻）

  1. 2020年4月17日発売 ISBN 978-4-04-913135-2
  2. 2020年10月17日発売 ISBN 978-4-04-913492-6

  - 漫画版（web/ComicWalker、電撃コミックスNEXT、KADOKAWA、漫画：オギノサトシ、キャラクター原案：ヨシモト、既刊7巻）

  1. 2020年12月26日発売 ISBN 978-4-04-913571-8
  2. 2021年6月25日発売 ISBN 978-4-04-913859-7
  3. 2022年1月27日発売 ISBN 978-4-04-914112-2
  4. 2022年6月27日発売 ISBN 978-4-04-914477-2
  5. 2022年12月26日発売 ISBN 978-4-04-914784-1
  6. 2023年6月27日発売 ISBN 978-4-04-915055-1
  7. 2023年12月27日発売 ISBN 978-4-04-915428-3
- 捨てられエルフさんは世界で一番強くて可愛い!
  - 小説版（『角川スニーカー文庫』/KADOKAWA、イラスト：にじまあるく、既刊2巻）

  1. 2024年5月31日発売 ISBN 978-4-04-114915-7
  2. 2024年10月1日発売 ISBN 978-4-04-115435-9

  - 漫画版（web/ヤングエースUP、漫画：ヤマダソーダ、キャラクター原案：にじまあるく）

  1. 2025年1月10日発売

web

### その他商業化作品
- 俺の部屋ごと異世界へ! ネットとAmozonの力で無双する（『モンスター文庫』/双葉社、イラスト：冬空実、既刊3巻）
  1. 2017年2月28日発売 ISBN 978-4-575-75123-9
  2. 2017年6月30日発売 ISBN 978-4-575-75143-7
  3. 2017年11月30日発売 ISBN 978-4-575-75173-4
- 異世界洋菓子店フォックステイル ラベンダー香る、甘さを忘れた街唯一のパティスリー（『LINE文庫』/LINE、イラスト：切符、既刊1巻）
  1. 2019年9月5日発売 ISBN 978-4-90-858885-3
- 英雄教室の超越魔術士 〜現代魔術を極めし者、転生し天使を従える〜（『MF文庫J』/KADOKAWA、イラスト：あゆま紗由、既刊2巻）
  1. 2020年4月25日発売 ISBN 978-4-04-064546-9
  2. 2020年8月25日発売 ISBN 978-4-04-064874-3

### 漫画原作
- 九条学園生徒会は交わる（『裏サンデー』、裏少年サンデーコミックス/小学館、作画：幸路、全2巻）
  1. 2020年11月19日発売 ISBN 978-4-09-850335-3
  2. 2021年7月16日発売 ISBN 978-4-09-850625-5

### その他
- ヒラヒラヒヒル 特別寄稿「瀬戸口廉也を語る」[7]